# معركة جبل كسال
 
معركة جبل كسال، هي معركة وقعت في سنة 1957 بثنية أولاد مومن وتحديدًا بمنطقة بن خيار بجبل "كسال" الواقع على بعد حوالي 10 كلم عن مدينة البيض، بين جيش التحرير الوطني والقوات الفرنسية بقيادة قطاف أمحمد.